# سيد ريكيتس سومنر
سيد ريكيتس سومنر (بالإنجليزية: Cid Ricketts Sumner)‏ (27 سبتمبر 1890 - 15 أكتوبر 1970)؛ روائية أمريكية. درست في جامعة كورنيل.